# 米内尔维诺-穆尔杰
米内尔维诺-穆尔杰（義大利語：Minervino Murge），是意大利普利亚大区巴列塔-安德里亞-特拉尼省的一个市镇。总面积255.38平方公里，人口9625人，人口密度37.7人/平方公里（2009年）。ISTAT代码为072026。